# Bernécourt
Bernécourt ist eine französische Gemeinde mit 175 Einwohnern (Stand: 1. Januar 2022) im Département Meurthe-et-Moselle in der Region Grand Est (vor 2016: Lothringen). Sie gehört zum Arrondissement Toul und zum Kanton Le Nord-Toulois. Die Einwohner werden Bernécourtois genannt.

## Geografie
Bernécourt liegt etwa 45 Kilometer nordwestlich von Nancy. Umgeben wird Bernécourt von den Nachbargemeinden Flirey im Norden, Noviant-aux-Prés im Osten, Grosrouvres im Süden, Hamonville im Südwesten, Mandres-aux-Quatre-Tours im Westen sowie Seicheprey im Nordwesten. 

## Bevölkerungsentwicklung
| Jahr                       | 1962 | 1968 | 1975 | 1982 | 1990 | 1999 | 2006 | 2019 |
| Einwohner                  | 232  | 190  | 155  | 177  | 187  | 181  | 172  | 174  |
| Quellen: Cassini und INSEE |      |      |      |      |      |      |      |      |

## Sehenswürdigkeiten
- Kirche Saint-Georges, 1918 wieder errichtet

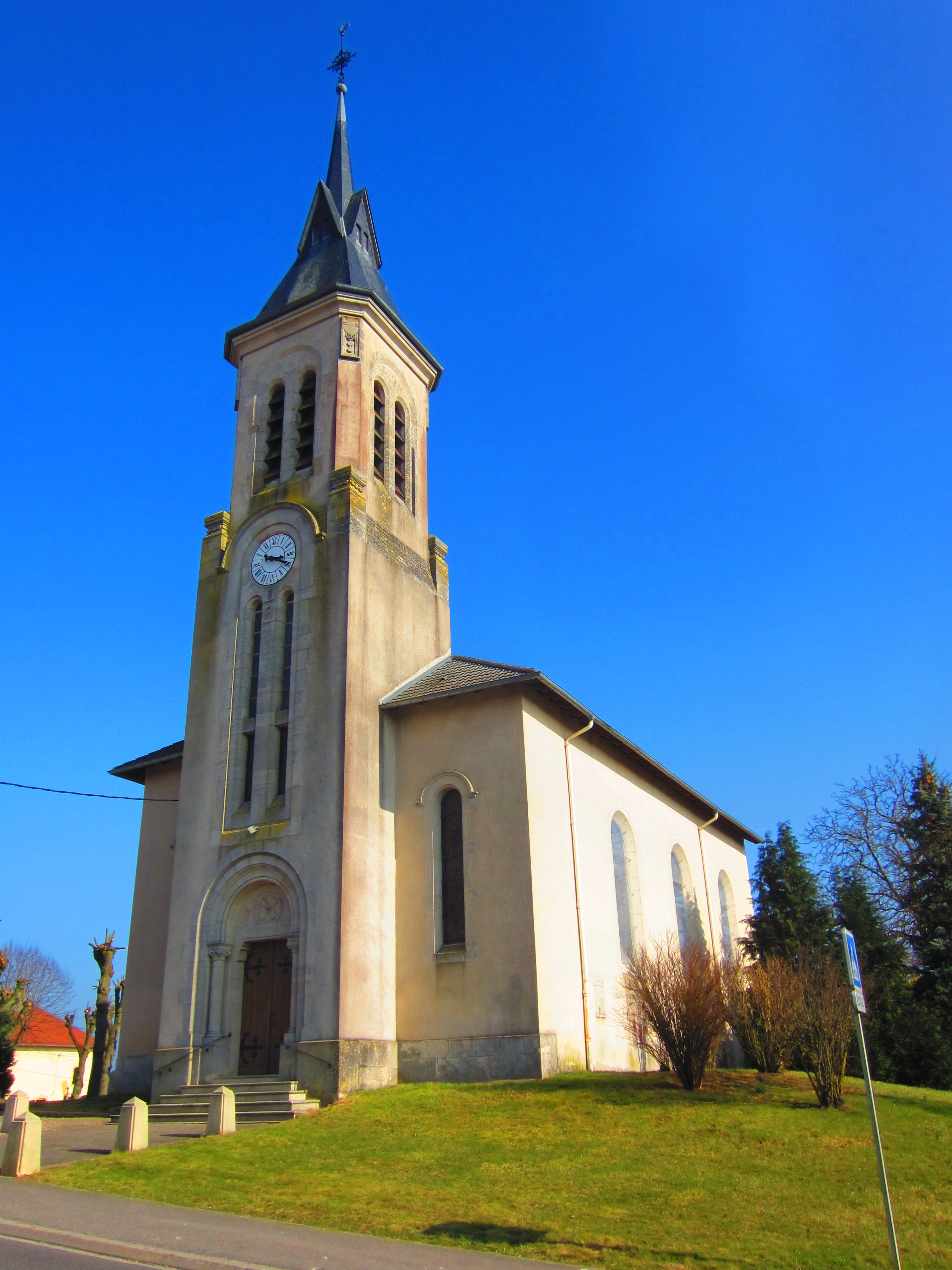
Kirche Saint-Georges

- Schloss aus dem 17. Jahrhundert